# 克里斯彭多夫
克里斯彭多夫（德語：Crispendorf，發音：[ˈkʁɪspn̩ˌdɔʁf]）是德国图林根州萨勒-奥拉县曾经的一个市镇，面积11.41平方千米，2017年12月31日人口为378人。2019年1月1日，克里斯彭多夫并入市镇施莱茨。